# Viola acrocerauniensis
Viola acrocerauniensis är en violväxtart som beskrevs av M. Erben. Viola acrocerauniensis ingår i släktet violer, och familjen violväxter. Inga underarter finns listade i Catalogue of Life.